# Свињарево (Високо)
Свињарево је насељено мјесто у граду Високом, Босна и Херцеговина.

## Становништво
|         | 2013.       | 1991.        | 1981.        | 1971.        |
| Укупно  | 21 (100,0%) | 80 (100,0%)  | 110 (100,0%) | 159 (100,0%) |
| Бошњаци | 21 (100,0%) | 30 (37,50%)1 | 49 (44,55%)1 | 58 (36,48%)1 |
| Хрвати  | –           | 37 (46,25%)  | 61 (55,45%)  | 100 (62,89%) |
| Остали  | –           | 13 (16,25%)  | –            | 1 (0,629%)   |

1. 1 На пописима од 1971. до 1991. Бошњаци су пописивани углавном као Муслимани.